# Ernst Emil Schlatter
Ernst Emil Schlatter (* 27. November 1883 in Zürich; † 13. September 1954 in Uttwil; heimatberechtigt in Büttenhardt) war ein Schweizer Grafiker, Lithograph, Zeichner und Maler.

## Leben und Werk
Ernst Emil Schlatter war ein Sohn des Schaffhauser Schlossermeisters Eduard Schlatter und der Albertine, geborene Jaeger. Er wuchs als Drittältester mit fünf Geschwistern in Zürich-Unterstrass auf.
Dem elterlichen Wunsch gehorchend, liess er sich von 1898 bis 1902 im Polygraphischen Institut Zürich zum Lithographen ausbilden. Nachdem er die Ausbildung erfolgreich abgeschlossen hatte, willigten seine Eltern ein, dass er sich an der Staatlichen Akademie der Bildenden Künste Stuttgart weiterbildete. Hier wurde er von Fritz Lang, Hans von Kolb, Rudolf Rochga und Johannes Joseph Vincenz Cissarz unterrichtet.
Schlatter kehrte 1907 nach Zürich zurück und arbeitete als freier Grafiker. Als solcher spezialisierte er sich auf Plakate und entwickelte dabei neue Techniken für die Anwendung der Farblithographie, für die er eine ausgesprochene Begabung hatte. Als freier Mitarbeiter schuf er für die Steindruckerei Wolfensberger von Johann Edwin Wolfensberger sowie für die grafische Anstalt Müller & Trüb in Aarau lithographische Werke.

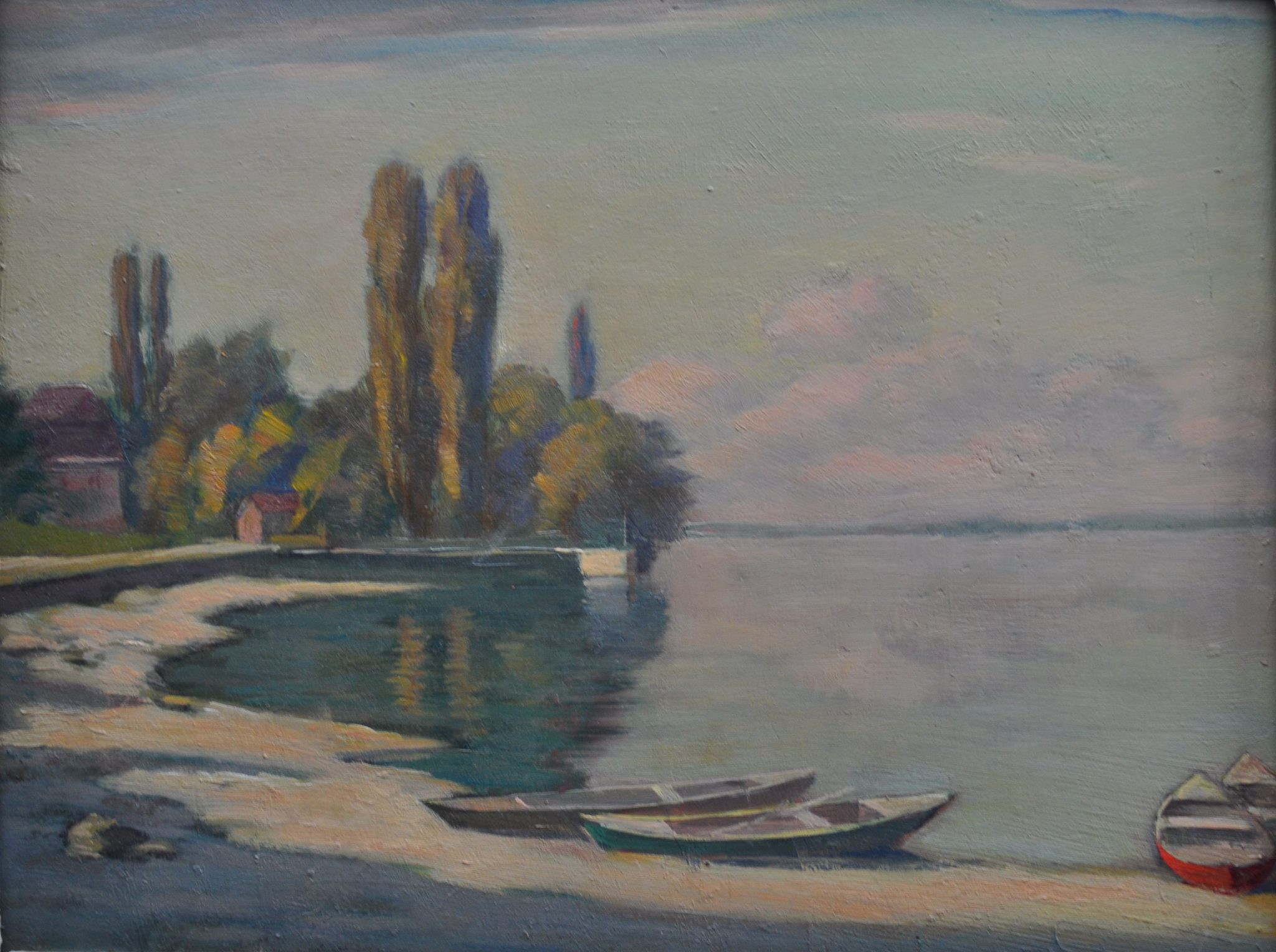
Bodensee in Uttwil

Von 1910 bis 1912 lebte Schlatter in München, wo sich seine künstlerische Weiterentwicklung vom Grafiker zum Landschaftsmaler vollzog. In dieser Zeit lernte er Franziska Hermle kennen, die er 1912 heiratete.
Nach seiner Rückkehr nach Zürich wurde Schlatter künstlerischer Leiter der Kunstanstalt Wolfensberger. Die hohe Qualität seiner Arbeiten, besonders der Städtebilder in Lithographie, brachte breite Anerkennung und schliesslich die Berufung an die Kunstgewerbeschule Zürich, wo er von 1917 bis 1920 Lithographie und Landschaftszeichnen unterrichtete.
Ab 1920 bis zu seinem Tod lebte und arbeitete Schlatter in Uttwil.
Schlatter hatte während Jahren das Amt des Präsidenten der Zürcher Künstlervereinigung inne. Ab 1925 war er Mitglied der internationalen Künstlervereinigung Bodenseegebiet «Der Kreis» und von 1925 bis 1937 in deren Vorstand tätig. Ebenso wirkte er während vieler Jahre im Vorstand des Thurgauer Heimatschutzes als Aktuar. Als künstlerischer Berater war er für die Gesellschaft für Literatur und Musik in Romanshorn tätig. Für den Männerchor Uttwil entwarf er 1953 die neue Vereinsfahne, wofür ihm 1954 die Ehrenmitgliedschaft verliehen wurde.
Schlatter konnte seine Werke u. a. im Kunstmuseum Olten, Kunsthaus Zürich, Aargauer Kunsthaus, Kunstsalon Wolfsberg und im Staatlichen Museum Berlin ausstellen.
1943 erschien im Morgarten-Verlag in Zürich eine ausführliche Monographie über Ernst Emil Schlatter, verfasst vom Artemis-Verlags-Gründer Karl Hoenn.
Am 13. September 1954 starb Schlatter, er wurde in Uttwil bestattet, der Grabstein ist erhalten.